# Tejai Moore
Tejai Moore (nacido como Tony Edmond Jr. en Miami, Florida el 20 de julio de 1986) es un cantante afroamericano de neo soul y R&B contemporáneo y compositor de canciones. Él era un exmiembro del grupo de GS Boyz, grabado por Jive Records en 2007. Inspirado musicalmente por artistas de R&B de los 60 y 70 como Smokey Robinson y Aretha Franklin, y por artistas contemporáneos como Luther Vandross y R. Kelly.

## Discografía

### Mixtapes
- 2009 - Business Before Plezya
- 2010 - Futuristic Love Affair
- 2010 - One Night On Jupiter
- 2010 - We Getting It In 2010 Vol. 6
- 2011 - Futuristic R&B
- 2012 - Futuristic Network

## Filmografía
- 2013 - X-Factor
- 2014 - Bad Girls Club

### Singles
| Año  | Título           | Posiciones en listas | Posiciones en listas | Álbum                          |
| Año  | Título           | US Hot 100           | US R&B/Hip-Hop       | Álbum                          |
| ---- | ---------------- | -------------------- | -------------------- | ------------------------------ |
| 2008 | “Stanky Legg"    | #49                  | #17                  | GS Boyz                        |
| 2009 | "Booty Dew"      | —                    | #62                  | Booty Dew (iTunes edición)     |
| 2014 | “Waiting"        | —                    | #20                  | The Introducing of Tejai Moore |
| 2014 | “King Sh#t"      | #42                  | #2                   | The Introducing of Tejai Moore |
| 2014 | “Love Aint Eazy" | #81                  | #6                   | The Introducing of Tejai Moore |